# True Spirit (film)
True Spirit is een Australische biografische avonturenfilm uit 2023 over solozeilster Jessica Watson met haar boot Ella's Pink Lady. De film werd geregisseerd door Sarah Spillane en geschreven door Spillane, Cathy Randall en Rebecca Banner.
De film is gebaseerd op de memoires uit 2010 van Jessica Watson, die wordt gespeeld door Teagan Croft. Met haar zeiltocht over de wereld verwierf Jessica de Orde van Australië. De Nederlandse Laura Dekker verbrak later haar record. 

## Rolverdeling
| Acteur        | Personage                       |
| ------------- | ------------------------------- |
| Teagan Croft  | Jessica Watson                  |
| Alyla Browne  | de jonge Jessica Watson         |
| Cliff Curtis  | Ben Bryant (Jessica's coach)    |
| Anna Paquin   | Julie Watson (Jessica's moeder) |
| Josh Lawson   | Roger Watson (Jessica's vader)  |
| Bridget Webb  | Emily Watson (oudere zus)       |
| Vivien Turner | Hannah Watson (jongere zus)     |
| Stacy Clausen | Tom Watson (jongere broer)      |
| Todd Lasance  | Craig Atherton (reporter)       |

## Release en ontvangst
True Spirit is vanaf 3 februari 2023 te zien op Netflix. De film kreeg gemengde kritieken van de filmcritici, met een score van 75% op Rotten Tomatoes, gebaseerd op 20 beoordelingen.

## Prijzen en nominaties
De belangrijkste:
| Jaar | Prijs        | Categorie               | Genomineerde(n)                                | Uitslag     |
| ---- | ------------ | ----------------------- | ---------------------------------------------- | ----------- |
| 2024 | AACTA Awards | Beste production design | Michelle McGahey, Bill Booth en Gillian Butler | Genomineerd |